# Marco Antônio Crético
Marco Antônio Crético (português brasileiro) ou Marco António Crético (português europeu) (em latim: Marcus Antonius Creticus; ? — 72 a.C.) foi um político romano do século I a.C., pai do triúnviro Marco Antônio.

## Biografia
Filho do destacado orador, Marco Antônio, Crético contraiu matrimônio com Júlia Antônia, sobrinha de Júlio César, com a qual teve três filhos: Marco, Caio e Lúcio.
Foi eleito pretor em 74 a.C. e, no ano seguinte, obteve um Imperium infinitum para operar contra os piratas que infestavam o Mediterrâneo.
No exercício desse comando, Crético se entregou à pilhagem das províncias que deveria proteger, sob o pretexto de reunir suprimentos para sua missão. Assim, navegou para a Sicília, Hispânia e Bizâncio, recolhendo grande quantidade de bens e dinheiro.  
Após tentar, por dois anos, atrair os piratas para uma batalha em alto mar, afinal enfrentou-os em Creta, onde sofreu fragorosa derrota, sendo obrigado a firmar uma paz humilhante . Por conta disso, os romanos alcunharam-no de "creticus" (o vencedor de Creta), numa referência sarcástica ao desairoso episódio.
Desmoralizado, sem coragem de retornar a Roma, Crético morreu em Creta, no ano seguinte.